# Svatozář

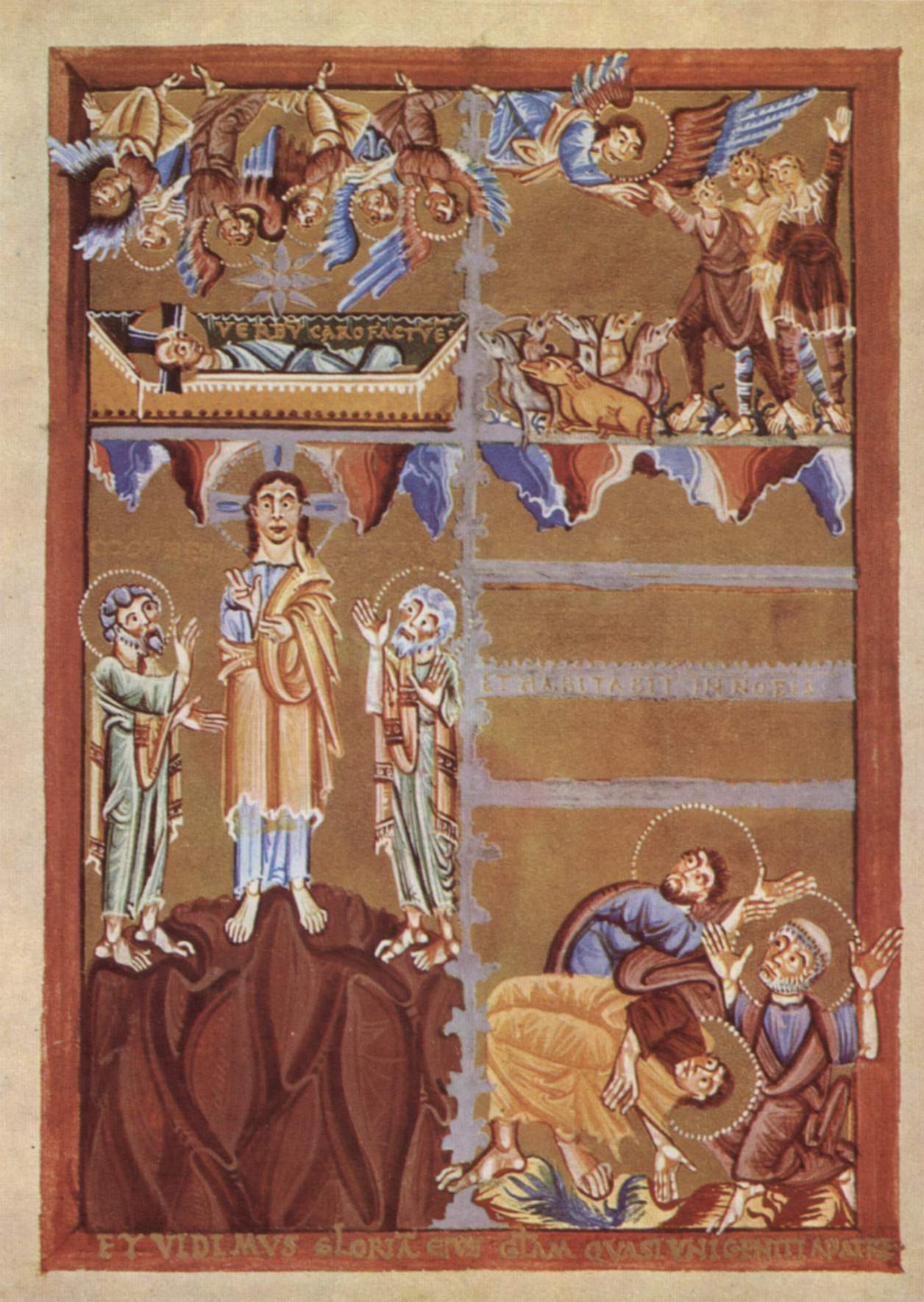
Křesťanská malba z 1. pol. 11. století. Svatozář zde mají apoštolové, andělé a proroci, ale pouze Ježíšova je kombinována s křížem.

Svatozář je v uměleckých dílech ztvárnění světla, nejčastěji ve tvaru kruhu nebo kružnice, vyskytující se za hlavou určité postavy. Zdobí především svaté, anděly ale též některé vládce, apoštoly, proroky, papeže a významné hrdiny a používaly se v ikonografii různých náboženství z různých míst i období, například:
- helenistické období antiky
- období římské říše
- hinduismus
- buddhismus (čínský, tibetský, jihoasijský…)
- křesťanství

## Označení
Kromě ryze českého slova svatozář (indikující zář na pozadí postavy, zvýrazňující její svatost a vhodná pro zobrazení v jasných barvách nebo v podobě paprsků), existuje ještě řada výrazů mající tento nebo velmi podobný význam. Z latiny se používá výrazů gloriola (ve významu trocha slávy, vhodný pro označení svatozáře svatých osobností), nimbus (ve významu (příval) deště, vhodný pro svatozáře zobrazené ve formě paprsků) a aureola (ve významu zlatý a tedy příhodný pro svatozáře ve zlatém/pozlaceném provedení). Téměř homonymum posledního slova, laureola znamená vavřín a označuje ocenění původně z dob říše římské. Slovo mandorla pochází z italského označení pro mandli, zřejmě podle podoby a tvaru, kterou (evropský) typ této svatozáře používal. V angličtině se používá poněkud obecné označení halo spíše efekt, který svatozář nad hlavou takto zobrazovaných postav způsobuje.
Původ svatozáře můžeme hledat ve víře v existenci tzv. "aury" což je energetická struktura, něco jako světelný obal těla. Vychází se při tom z představy, že světci měli svou "auru" neobyčejně jasnou.

## V egyptském náboženství

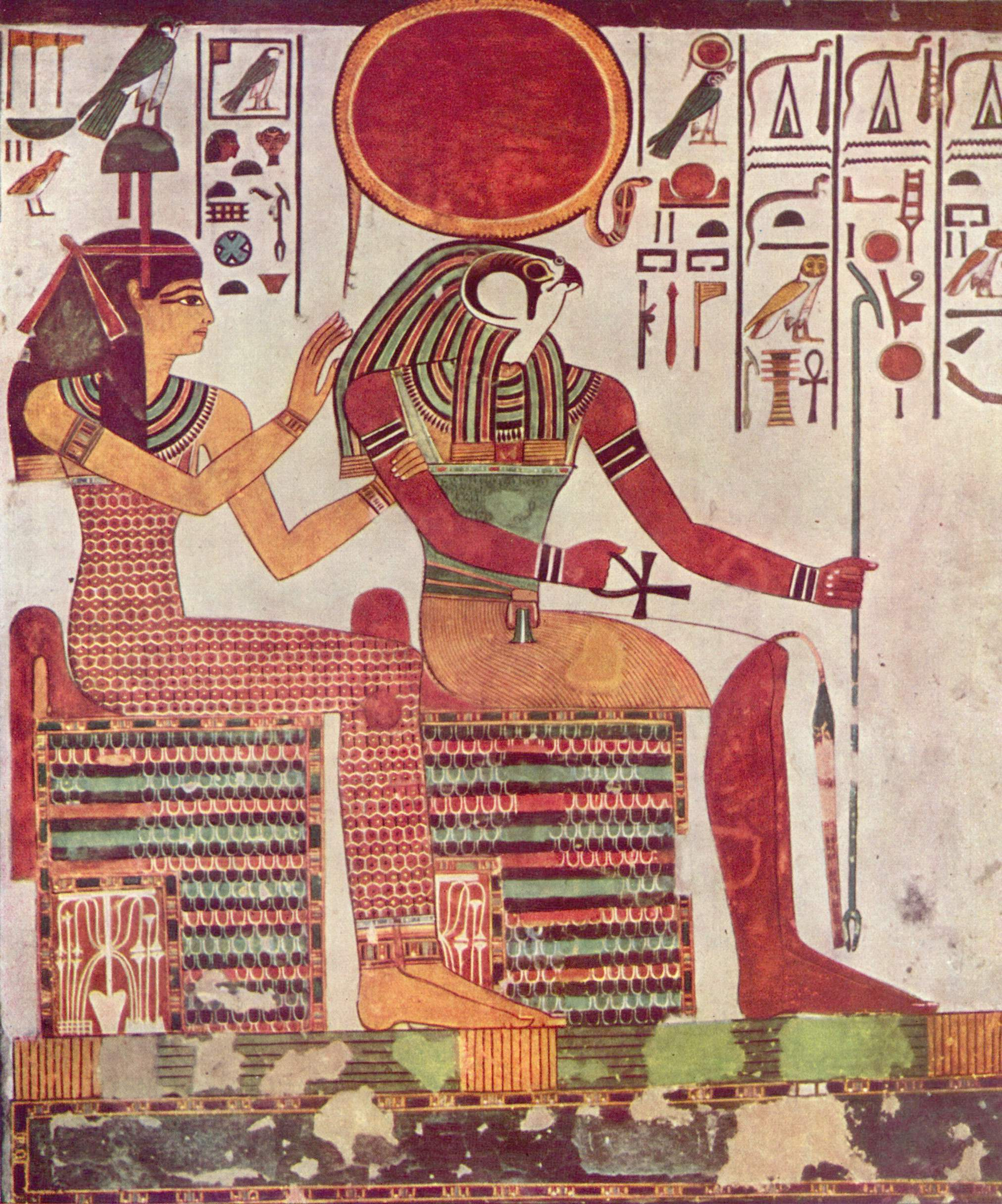
Vyobrazení Ré, 1235 př. n. l.

Do nejširšího pojetí nimbu coby ikony svatosti vyobrazené postavy spadají i červené disky symbolizující/zobrazující Slunce u slunečních bohů ve starověkém egyptském náboženství.

## V křesťanství
V křesťanském náboženském obraze naznačuje výhradně svatost znázorňované osoby (Krista, Panny Marie nebo světce). Na plastikách bývá nimbus znázorněn prostřednictvím zlaté obruče nebo kotouče nad hlavou dané postavy. Objevuje se také zvláštní nimbus tvořený hvězdami, který nosí Panna Marie (12 hvězd) a Jan Nepomucký (5 hvězd); může být též lemovaná různě složitým vzorem, zkombinována s křížem (často ve východním pravoslavném křesťanství, kde bývá i zdoben písmeny a nápisy), nebo např. rovnými nebo zvlněnými paprsky.

## V jiných kulturách a náboženství
Svatozář v asijském umění může přecházet více konkrétního zobrazení plamenů na pozadí hlavy dané osoby, popřípadě být rozšířena za celé její tělo (tzv. mandorla). Přestože mezi nejčastější barvy svatozáře patří, zejména v křesťanství, zlatá (zejména v pravoslavném křesťanství), žlutá nebo bílá (katolické, evangelické křesťanství), v ostatních zpodobeních může nabývat i jiných barev – lze se setkat například i s modrou, hnědou i černou aureolou.

## Význam a původ svatozáře
- Podoba svatozáře není určena jen dobou vzniku nebo výtvarným pojetím zobrazení, ale často má i symbolický význam, popř. úlohu atributu.
- Jedna z teorií říká, že svatozář je aura, a postavy jako Ježíš, Marie atd. měly auru natolik výraznou, že byla vidět.
- Jiná teorie svatozář vysvětluje jako adaptaci znázornění Slunce v zobrazení slunečních bohů z náboženství předcházející křesťanství.
- Další teorie vysvětluje svatozář jako symbol dokonalého kruhu - a tedy jako symbol úplnosti, dosaženého osvícení, uvědomění si splynutí začátku i konce.

## Galerie

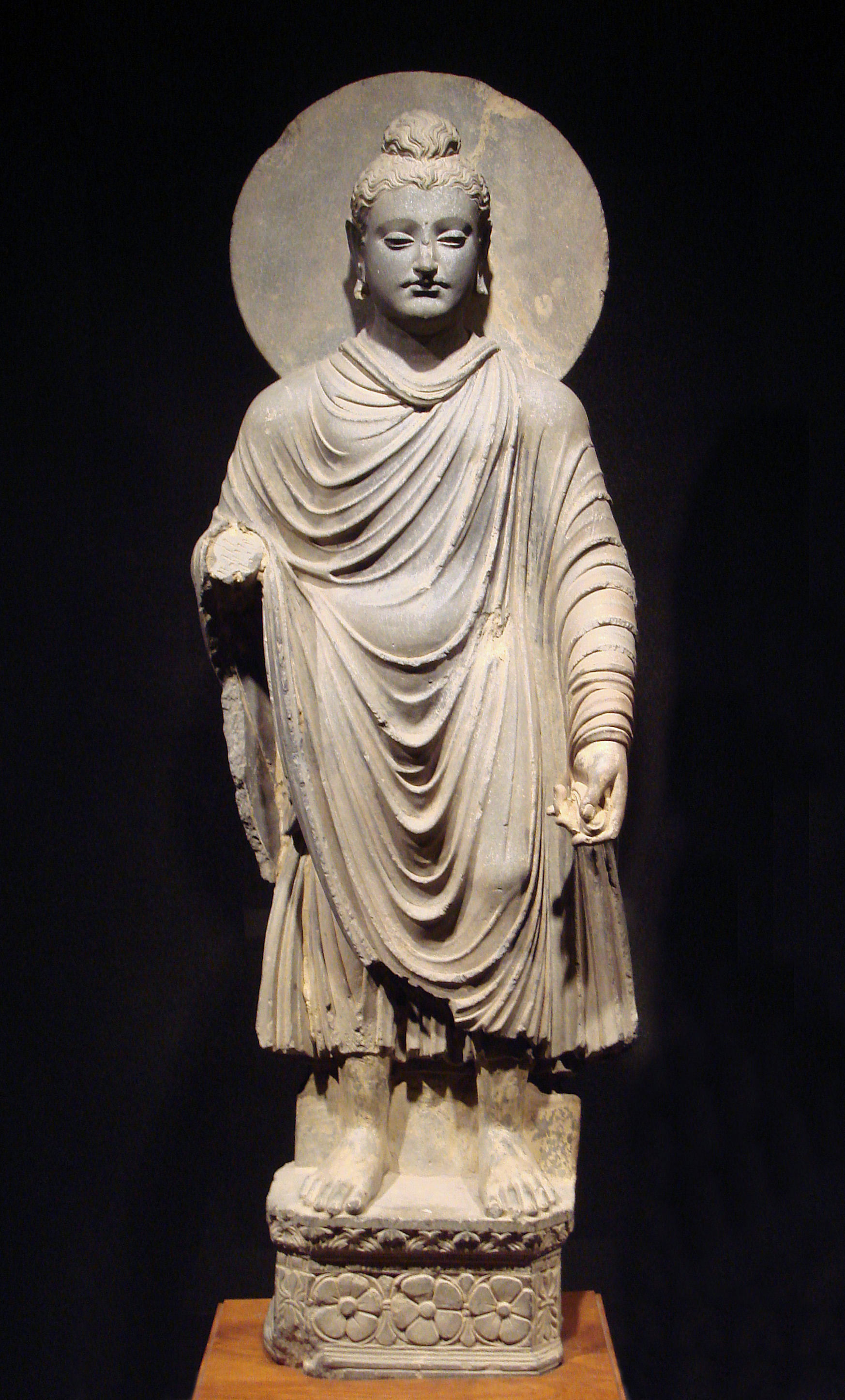
Stojící Buddha.
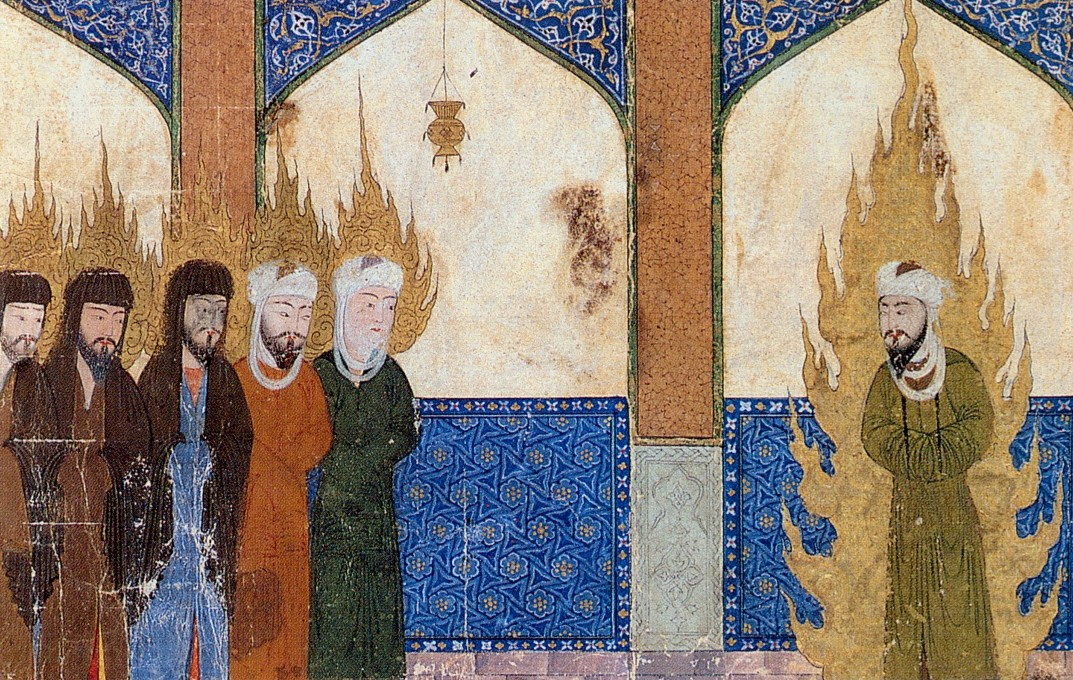
Mohammed vede Abraháma, Mojžíše a Ježíše.
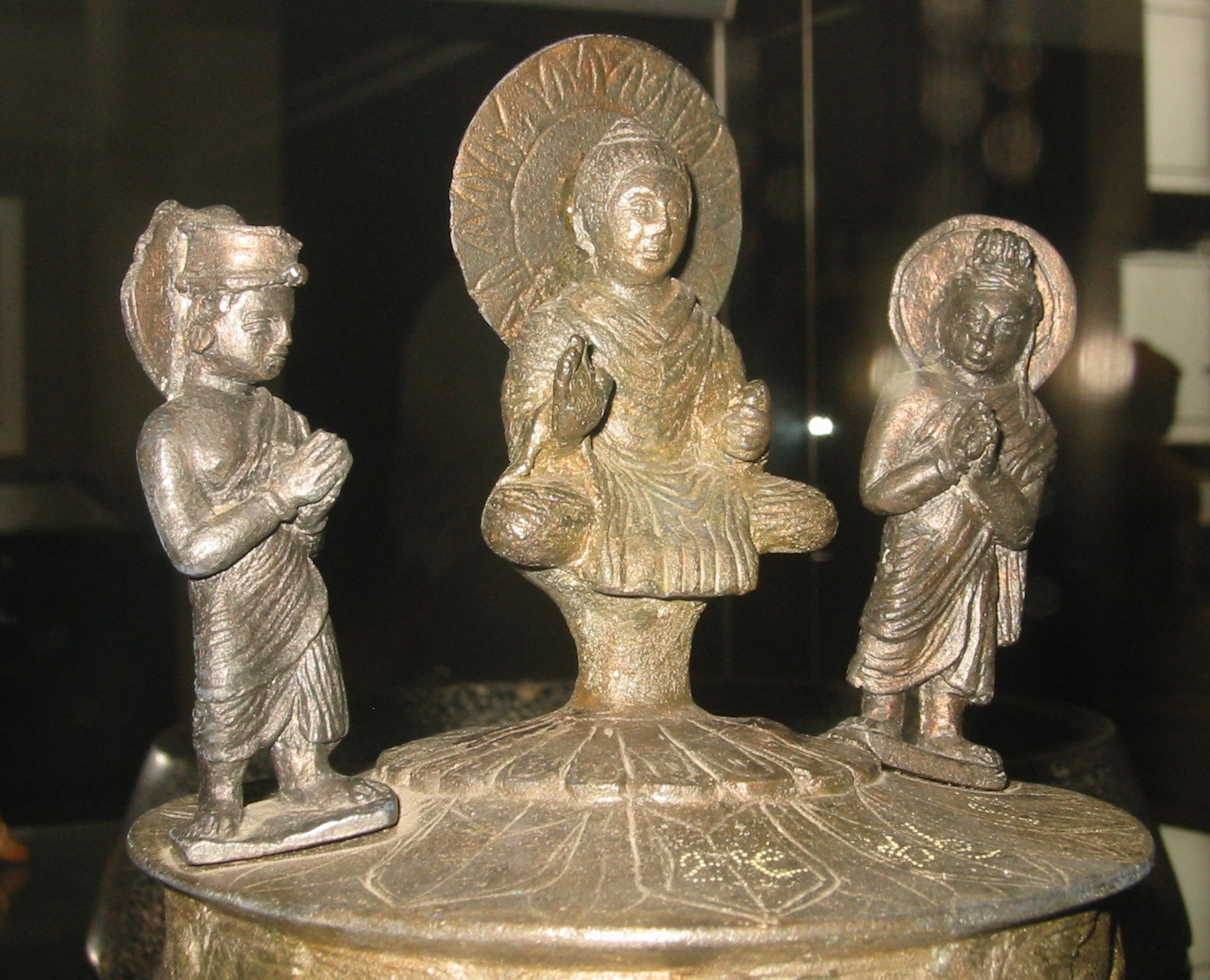
Kaniškův relikviář s Brahmou, Buddhou a Indrou.
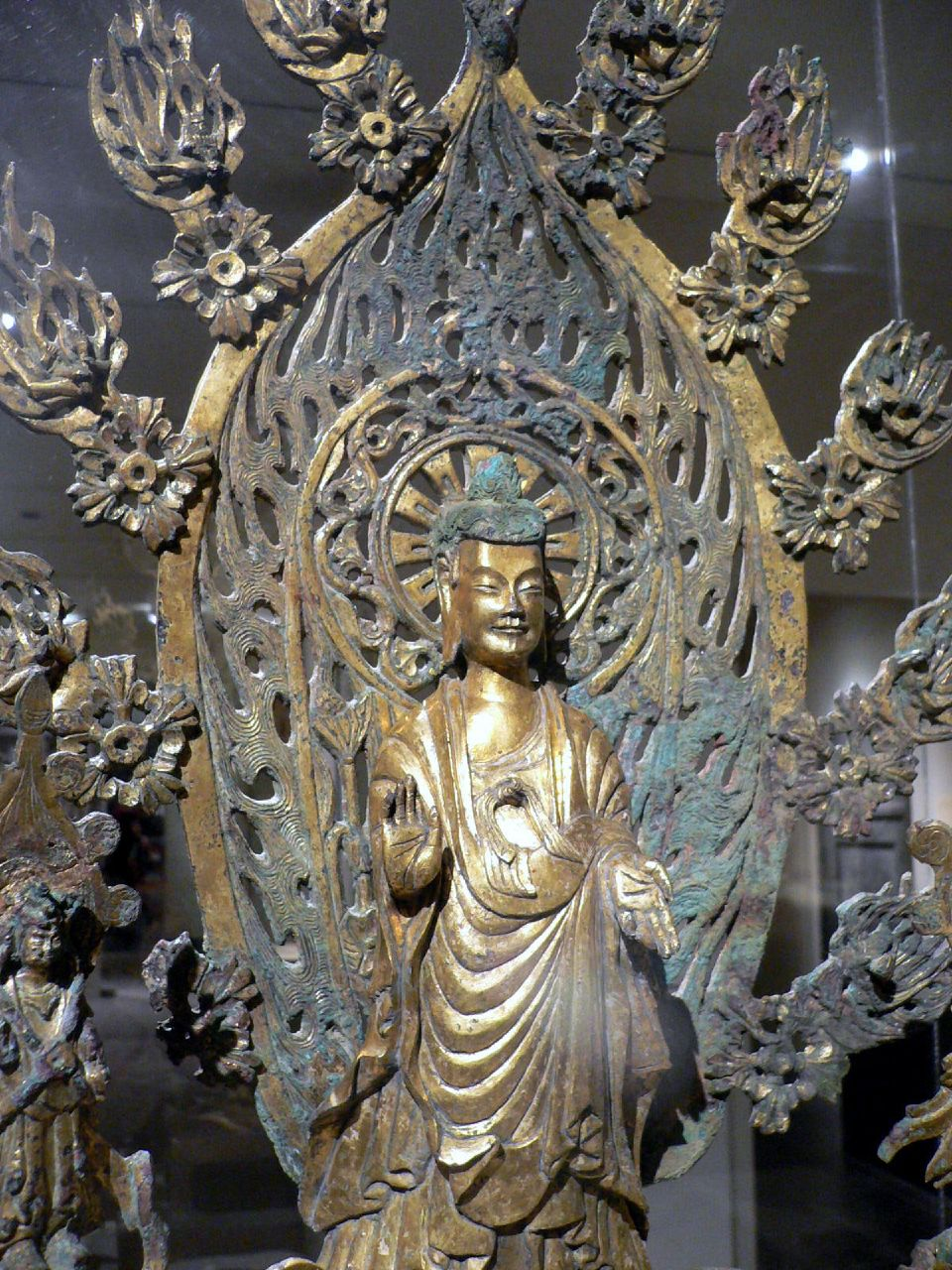
Bronzová mandrola za Buddhou z roku 524.
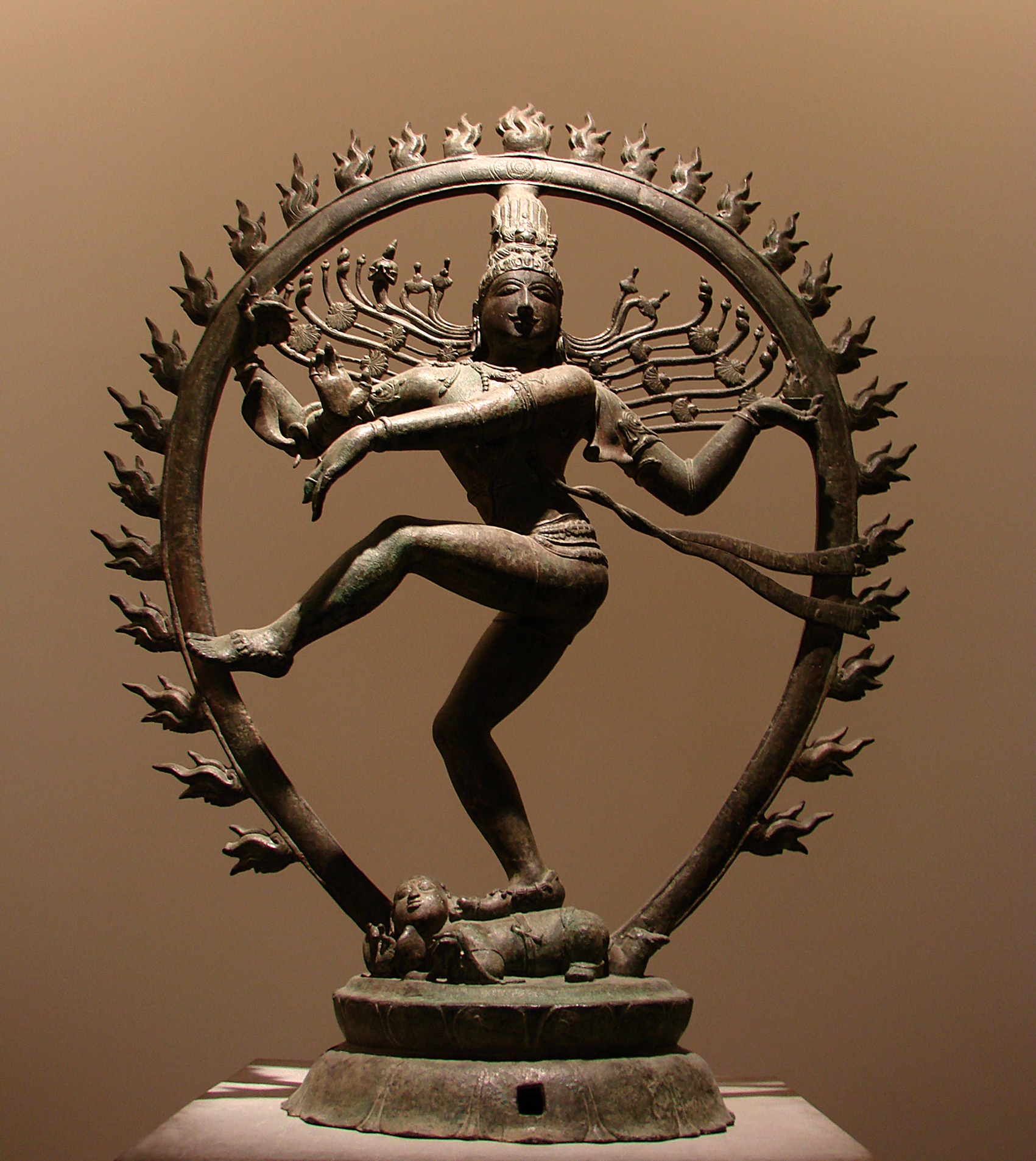
Hinduistická Nataraja z 11. století.
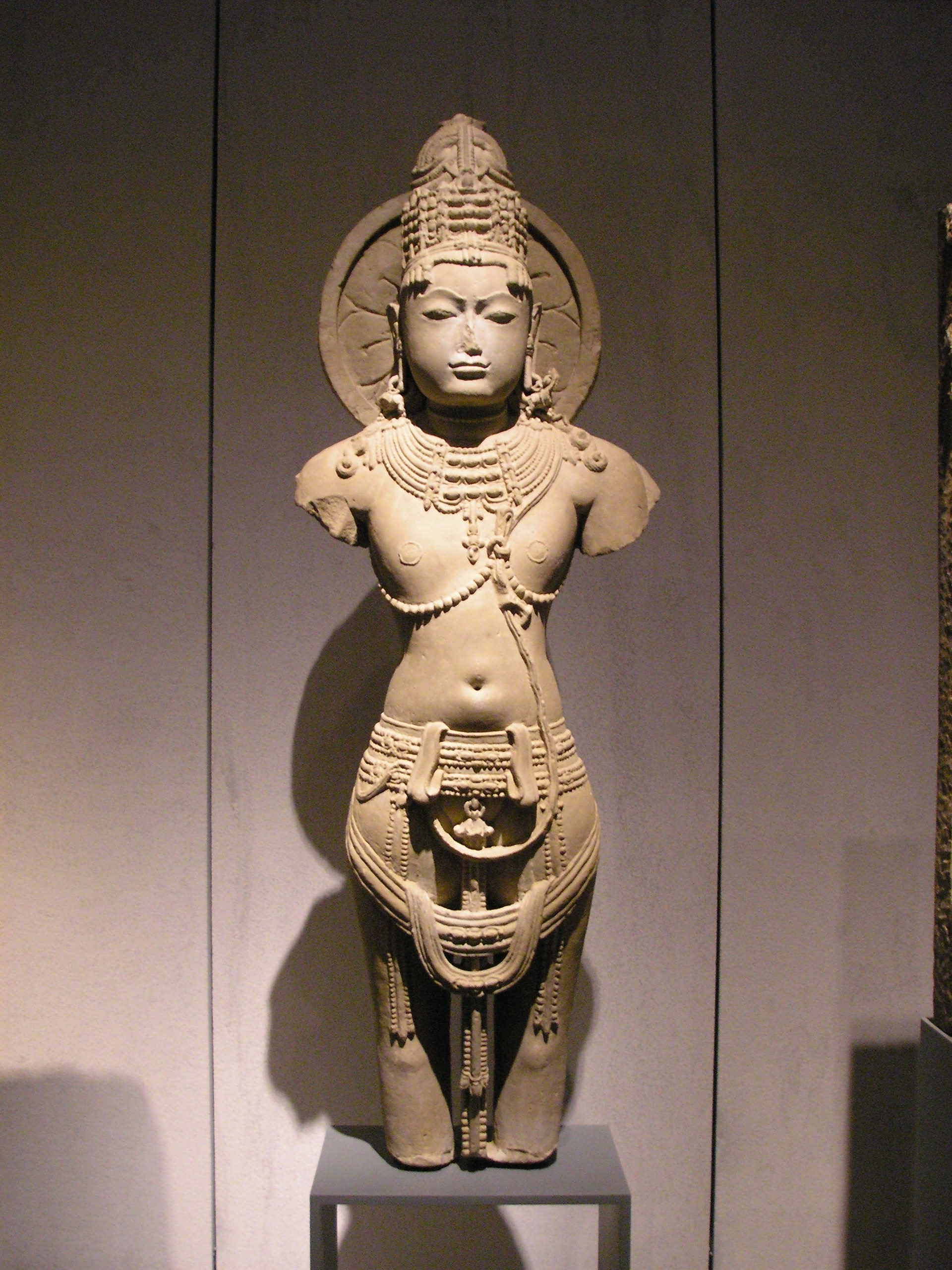
Hinduistická plastika z 11. století.
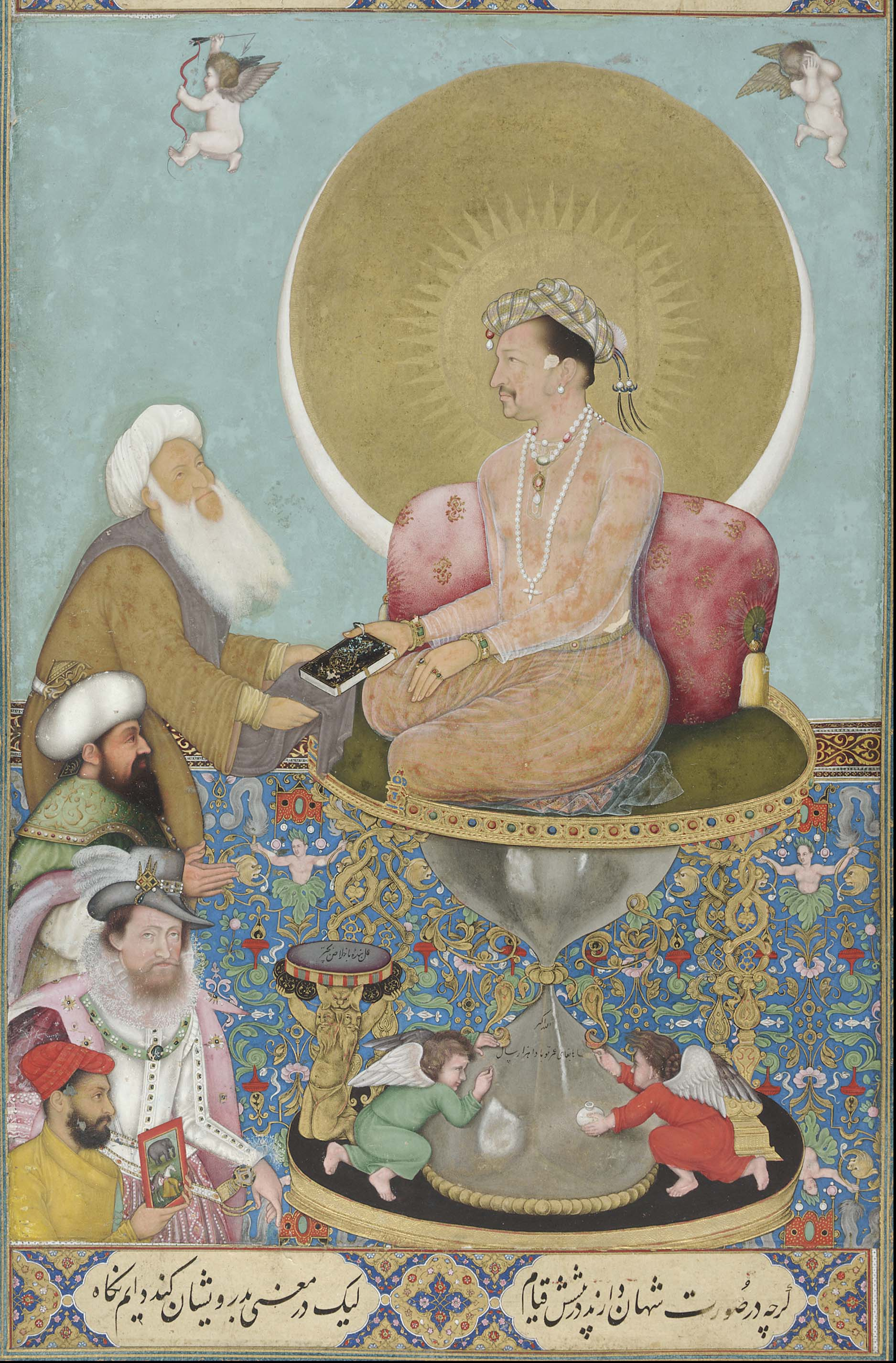
Mughalský vládce Jahangir zobrazený s nezvykle velkou aureolou.
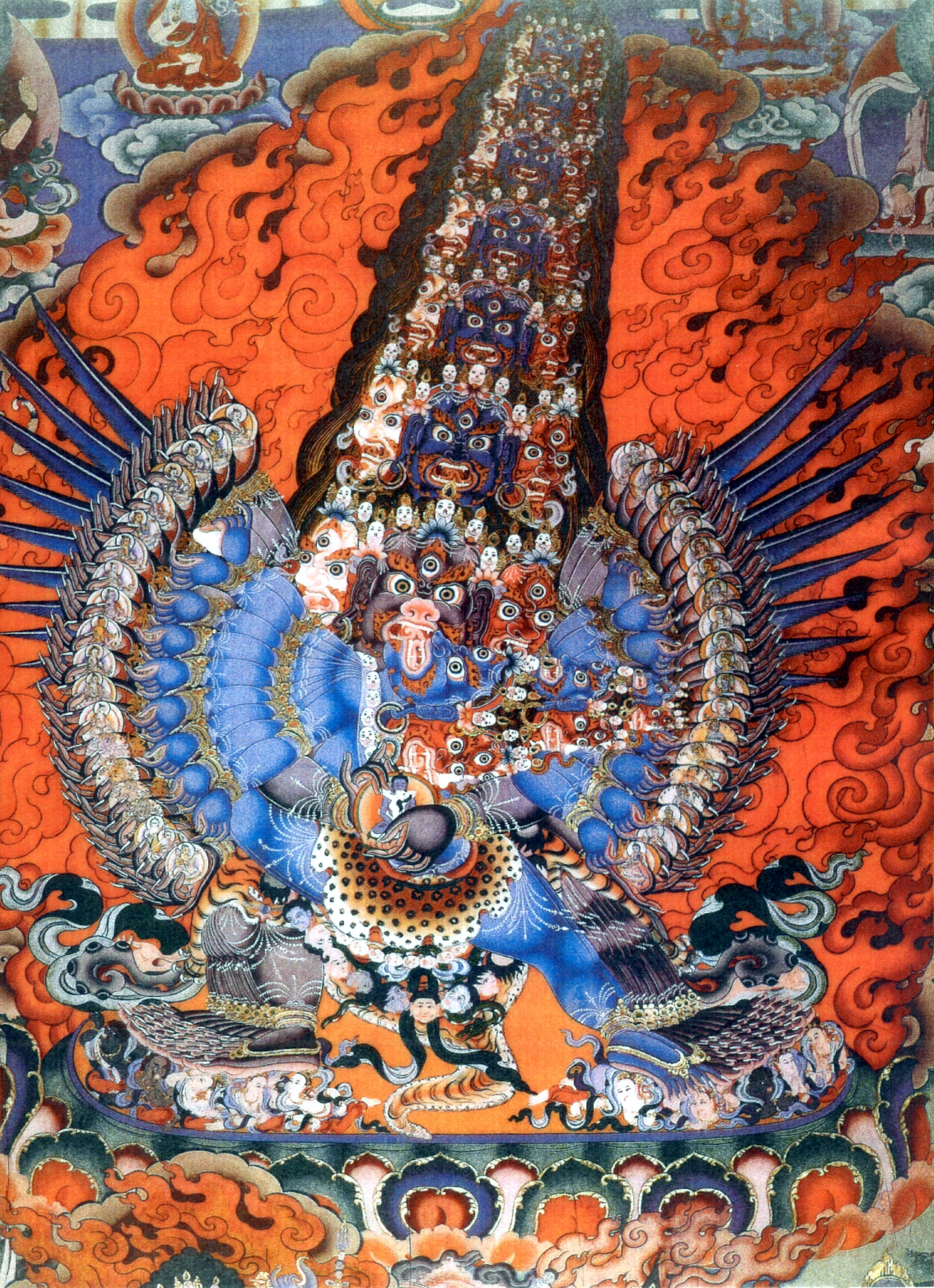
Tibetský bůh s mnoha končetinami a extravagantní mandorlou tvořenou ohněm a kouřem.
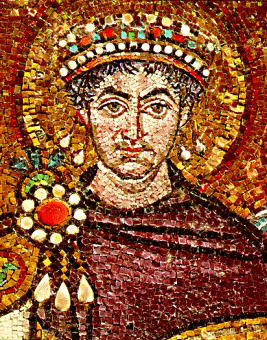
Justinián I.
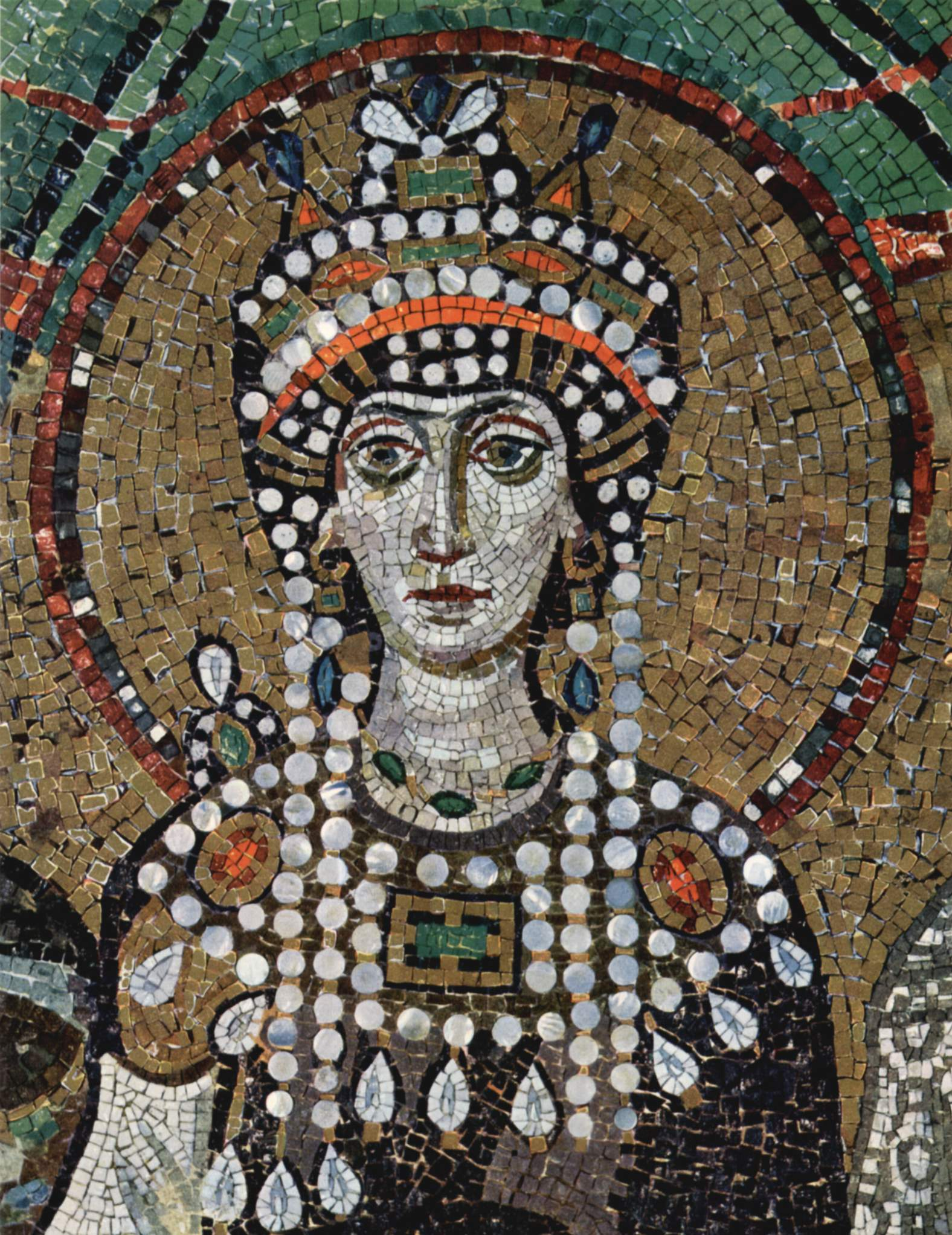
Theodora, Justiniánova manželka.
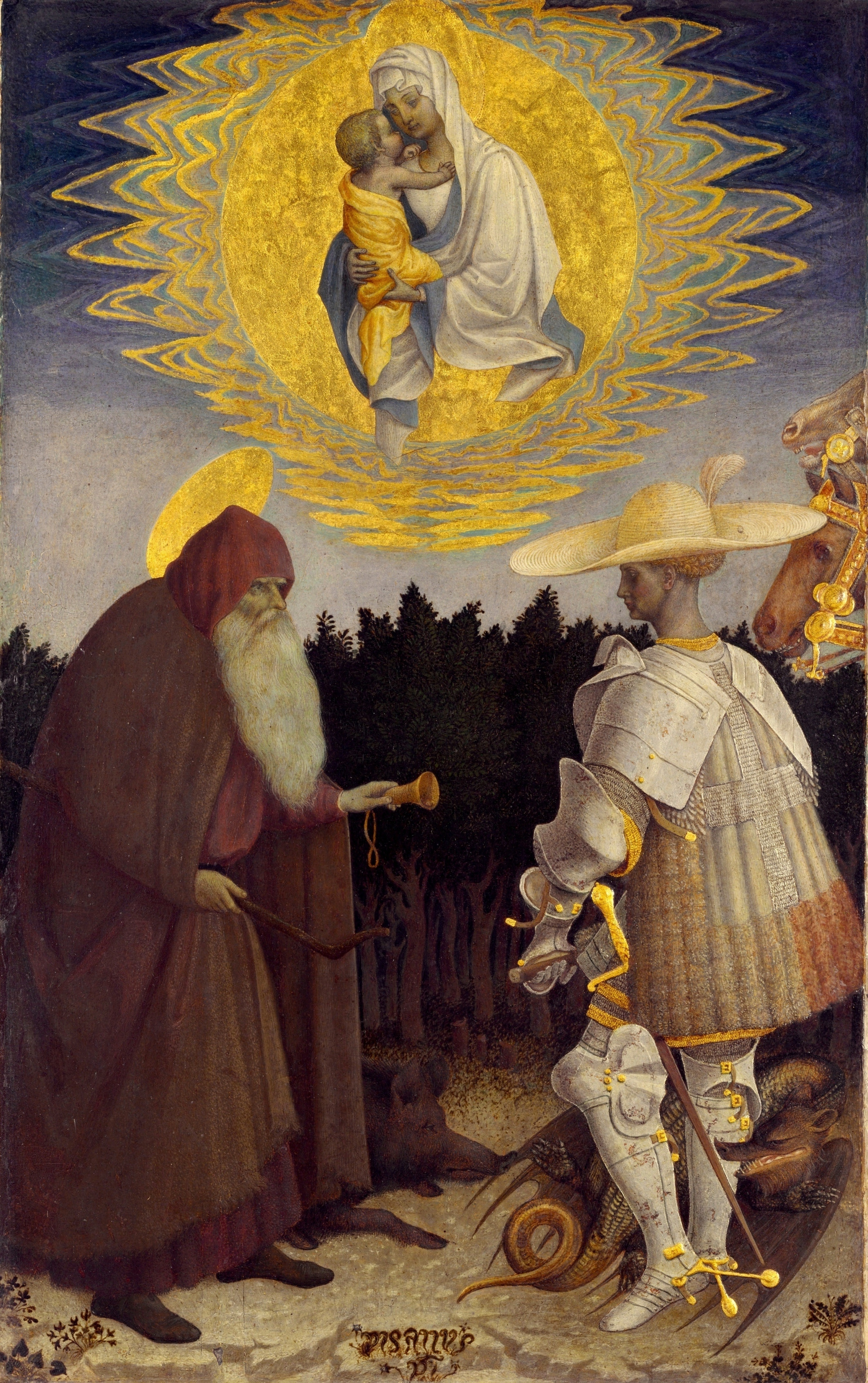
Marie s jezulátkem obklopená velkou aureolou.
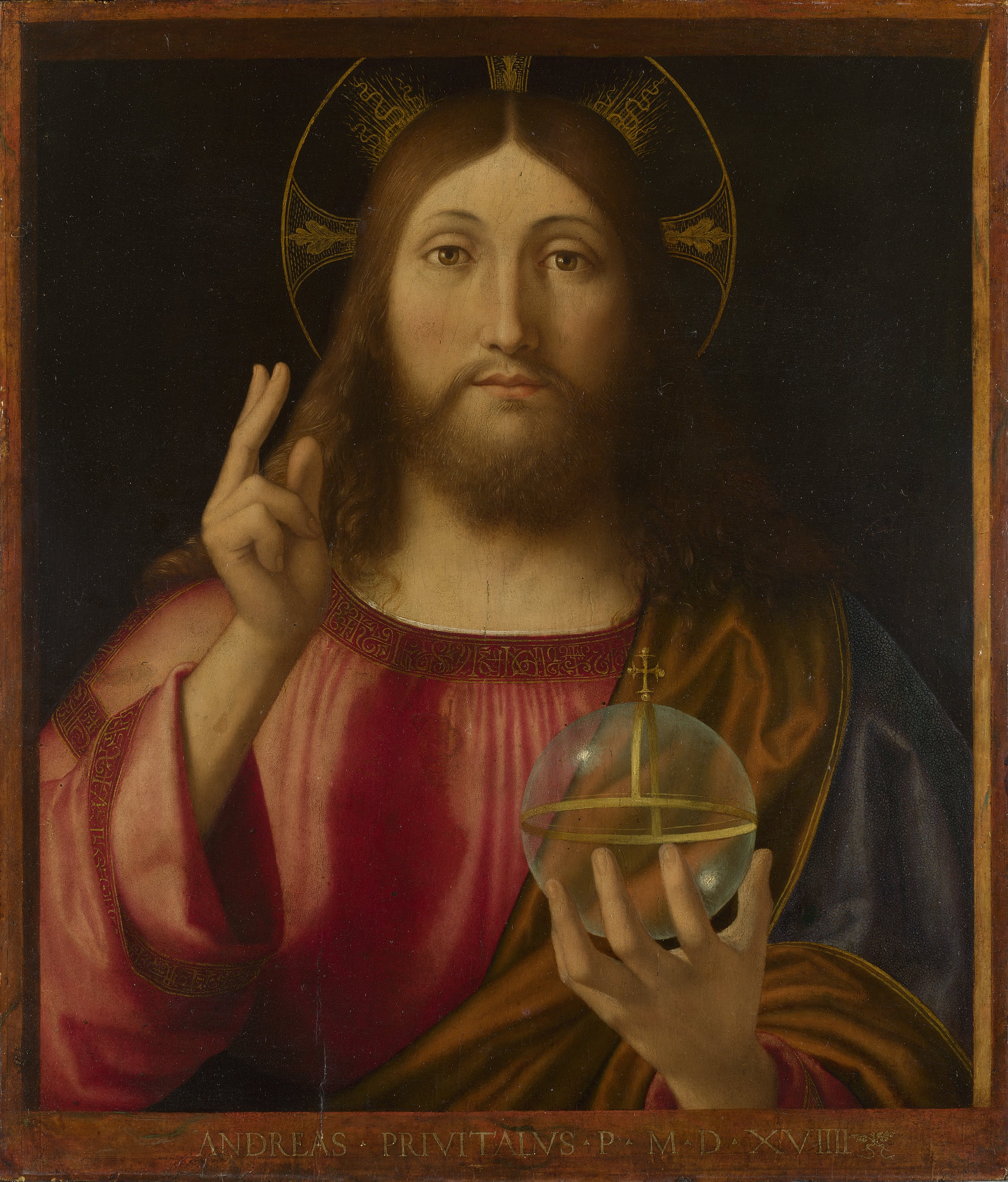
Svatozář v podobě kombinace kruhu, kříže a paprsků.
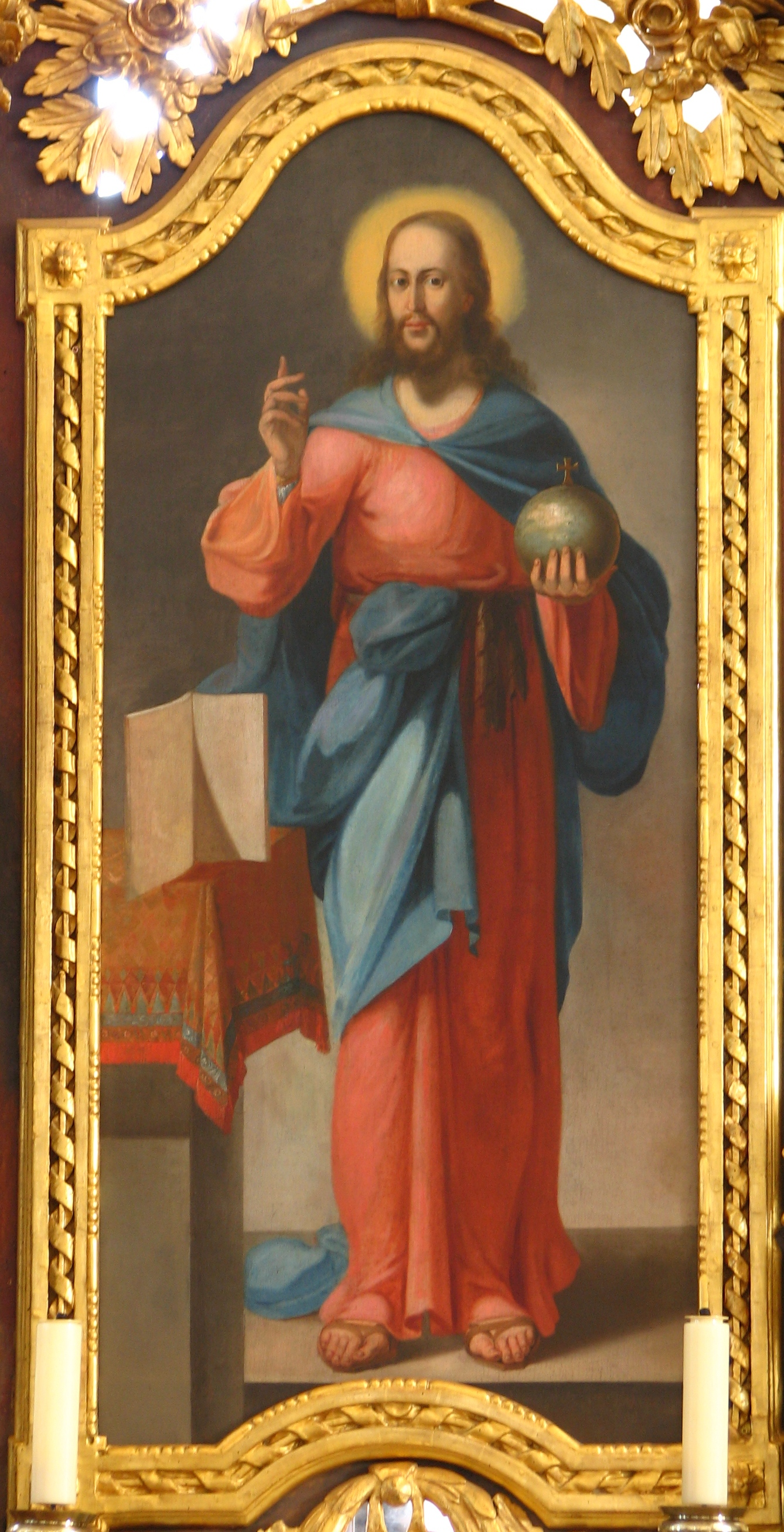
Svatozář s nejasným okrajem („halo“).
Kombinace „perspektivní“ (trojrozměrné) i dvojrozměrné aureoly Marie a Josefa.
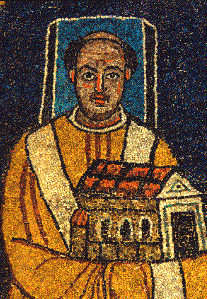
Papež Paschal I.
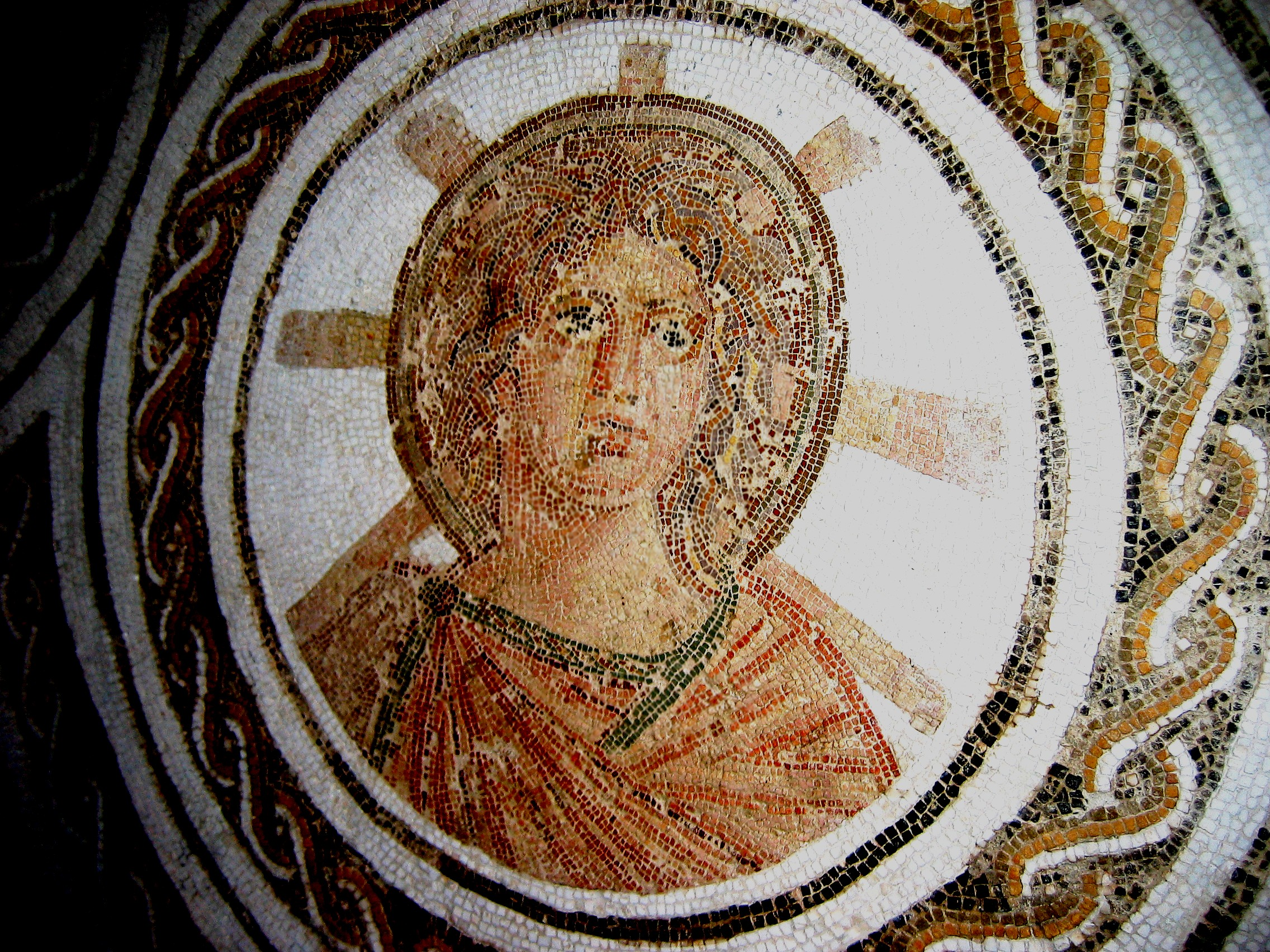
Apolón s aureolou kombinující kruh s paprsky.
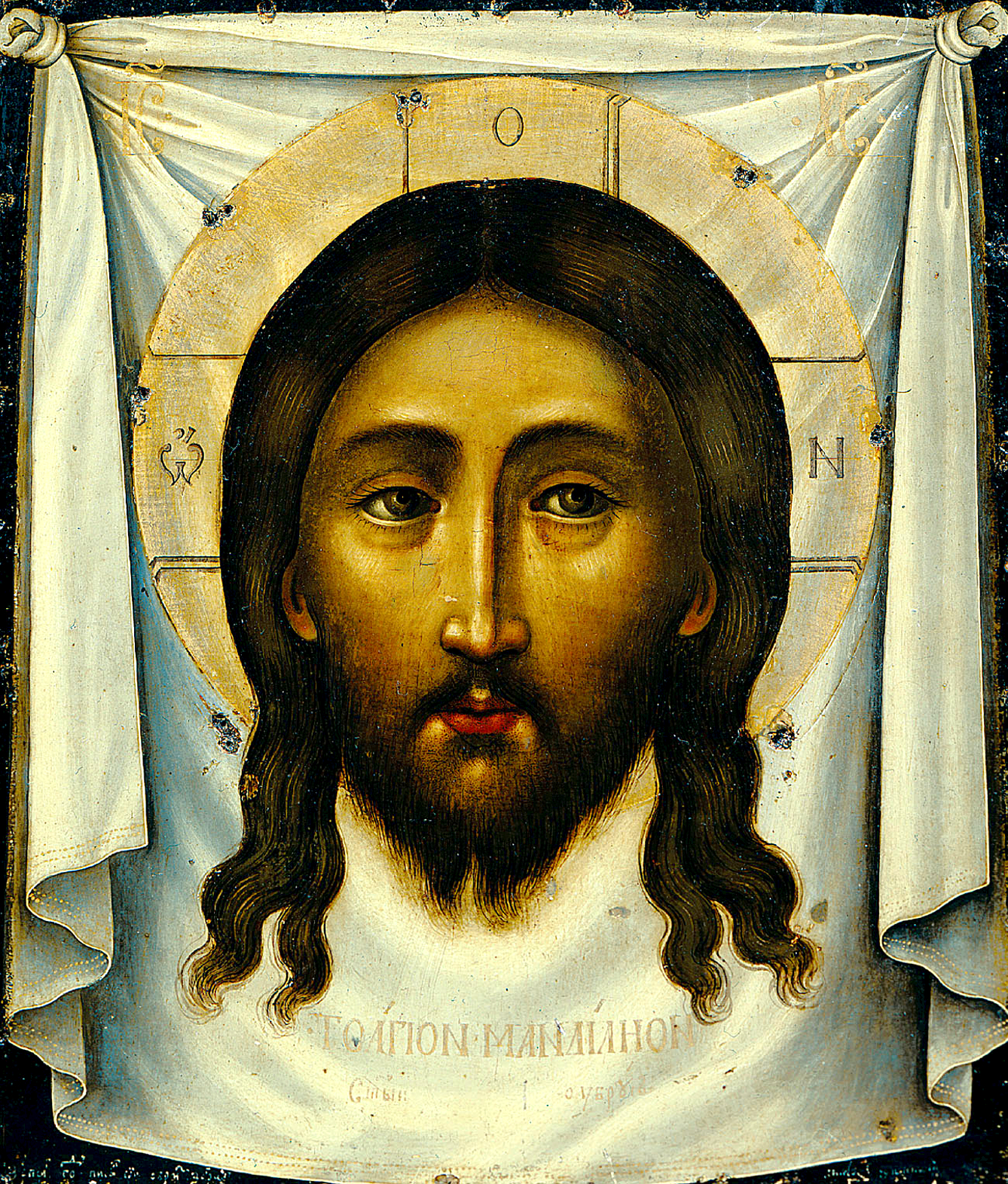
Příklad aureoly s křížem, východní pravoslavné křesťanství.
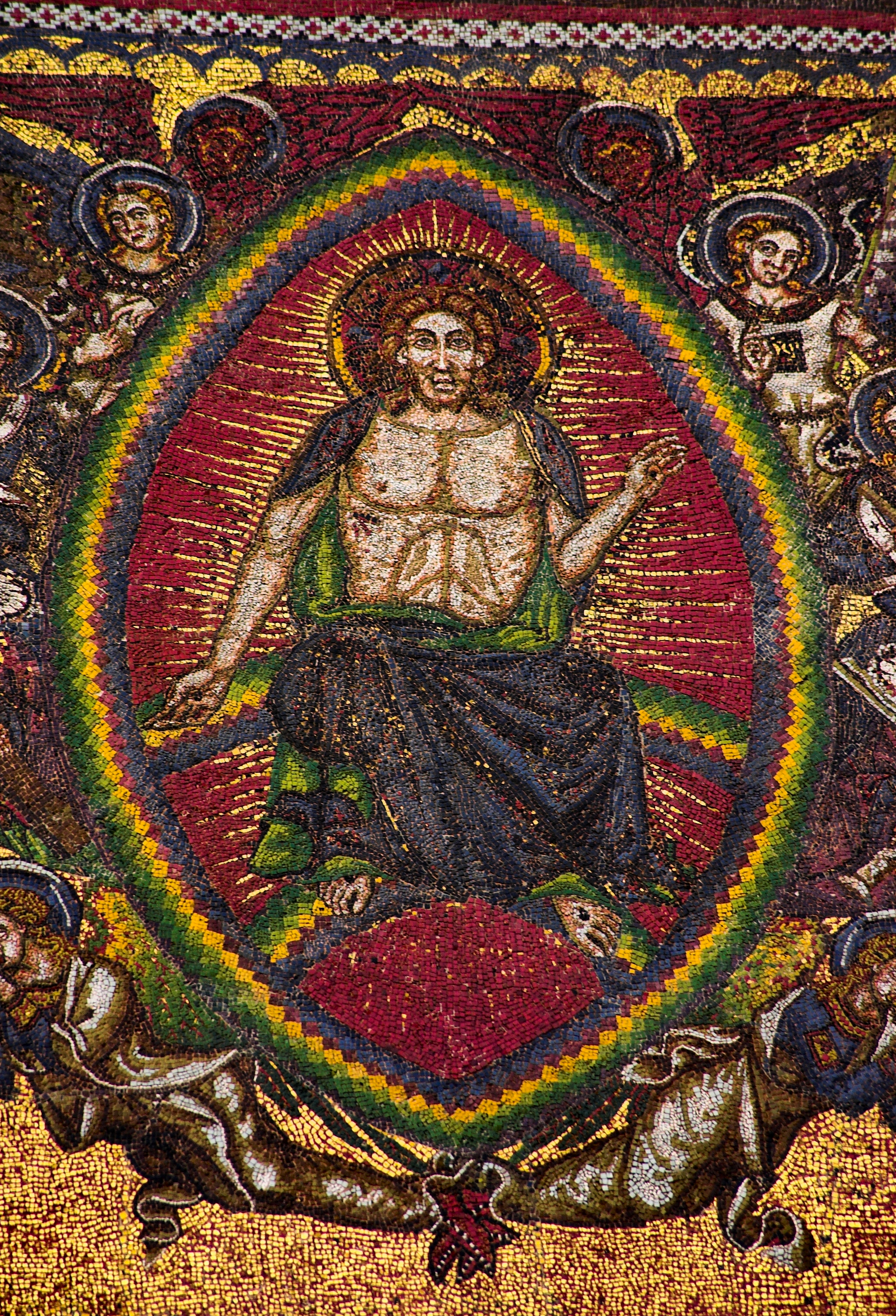
Ježíš nezvykle s tmavou svatozáří a též s mandrolou.